# Rue du Débarcadère
La rue du Débarcadère est une voie du 17e arrondissement de Paris, en France.

## Situation et accès
La rue du Débarcadère est une voie publique située dans le 17e arrondissement de Paris. Elle débute au 34, place Saint-Ferdinand et se termine au 271, boulevard Pereire.

## Origine du nom
La rue du Débarcadère doit son nom au voisinage de la gare de la Porte-Maillot sur la ligne du chemin de fer de Pont-Cardinet à Auteuil mise en service le 2 mai 1854.
Il est à noter que la ligne ne présentait aucune traversée des voies par les voyageurs, les accès aux quais ayant des flux séparés. Les trains bondés qui venaient de Saint-Lazare par le Pont-Cardinet circulaient à gauche. L'embarcadère était à droite et le débarcadère à gauche. La rue dite du Débarcadère se situait donc naturellement à gauche du boulevard Pereire-Sud.

## Historique
Le lieu où fut établie cette rue était quasi désert jusqu'au début du XIXe siècle et s'appelait du nom de la grande réserve des chasses royales, le « Grand Éperon ».
La rue du Débarcadère fut créée vers la fin de la monarchie de Juillet, en 1847, comme l'une des radiales d'un nouveau quartier dénommé Ferdinanville, qui fut fondé par des promoteurs, peu après la mise en service de la nouvelle église des Ternes.
Comme pour les autres rues de ce quartier de prestige entourant la place Saint-Ferdinand, aussi appelée rond-point de Ferdinanville, les constructions furent difficiles à démarrer, les lots ayant du mal à trouver preneurs.
Dans le projet initial, la rue devait s'appeler « rue du Comte-de-Paris ». Lors du rattachement du quartier à Paris, cette voie qui faisait jusqu'alors partie de la commune de Neuilly est classée sous le nom de « rue du Débarcadère » par décret du 23 mai 1863.
L'opération Ferdinandville initiale fut un fiasco et ne connaîtra le succès que bien des années plus tard.

## Bâtiments remarquables et lieux de mémoire
- Au no 17, derrière une façade classée (voir la photo de la rue ci-contre), on trouve un immense espace de 1 950 m2 qui s’illumine de lumière naturelle, grâce à son impressionnante verrière trônant à plus de 17 mètres de haut. C'est un centre sportif qui a pris la suite d'un ancien manège où l’on venait trotter, galoper, sauter.
C'est ce qui subsiste d'un espace consacré à l'équitation depuis longtemps, car on le trouve à louer, dès le 1er avril 1877, où il est décrit comme suit : « Avenue de la Grande Armée, 88, un grand et bel Établissement approprié pour Marchands de chevaux, et loueurs de voitures, avec Habitation de Maître et jardin, plus une seconde sortie par la rue du Débarcadère[1]. »
- Au no 15, Ettore Bugatti, le célèbre constructeur de voitures, établit dans les années 1930 des ateliers de montage de ses moteurs d’autorails. C’est là également qu’en 1937 Bugatti développe et construit un avion, pour battre le record de vitesse de la coupe Deutsch de la Meurthe (record des 100 km en circuit fermé). Une vedette lance-torpille est également en construction dans cet atelier.
L'avion Bugatti-De Monge 100P, construit au rez-de-chaussée, était absolument révolutionnaire. Capable de dépasser théoriquement les 800 km/h, il se singularisait par son poste de pilotage totalement intégré au fuselage, le dessin innovant de ses ailes, et un fonctionnement des ailerons ainsi que du train d'atterrissage asservis à la vitesse de l'engin. La guerre mit un terme au projet du 100 P qui ne vola jamais, mais le prototype a été restauré et est exposé aux États-Unis au musée de l'EAA (Air Adventure Museum)[2].

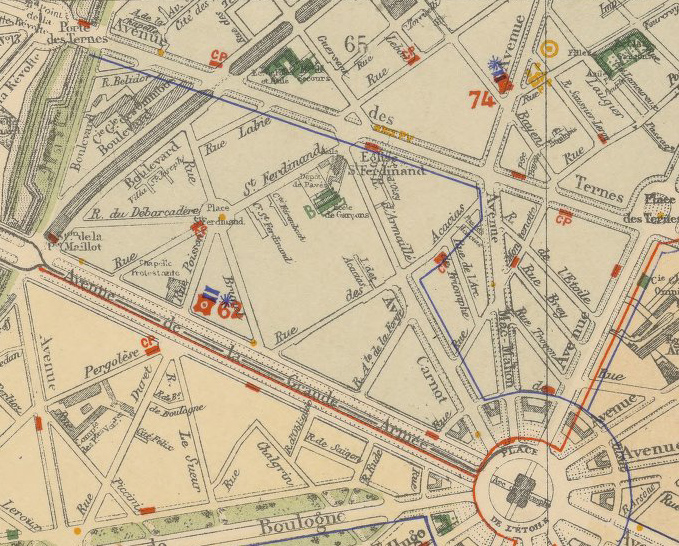
Plan cadastral de Ferdinanville vers 1900.

- Au no 10 bis, on trouve l’hôtel Le 10 bis, hôtel 4 étoiles depuis 2016, dont on chuchote que l’adresse est celle d’une des anciennes maisons closes, avant que Marthe Richard ne les fasse toutes fermer[3].
Sous le surnom de « Katia la Rouquine », Lucienne Goldfarb fut une des anciennes tenancières de ce célèbre hôtel de passe, qui a longtemps été un haut lieu de la galanterie parisienne. Comme elle l'a raconté elle-même dans son livre, La Rouquine[4], elle l'a acheté en 1962 et l'a rebaptisé Del Monaco.
La Vénitienne, un téléfilm de 90 minutes, tourné en 2009, raconte l'histoire d'une vieille femme assassinée dont le meurtre pourrait être lié à une vengeance datant de l'époque de la Résistance[5]. Scénarisé par Gilles Perrault et Daniel Psenny, il met en vedette Thierry Frémont, Laurent Terzieff et Catherine Samie. Ce téléfilm s'inspire de la vie de Katia la Rouquine, considérée par certains comme une des responsables de l'arrestation de membres des Jeunesses communistes en mars 1943, dont Henri Krasucki. On sait qu'elle a surtout gouverné des jeunes femmes qui gagnaient leur vie sous ses ordres en vendant leurs charmes. L'Express précise que devenue une amie de Roland Dumas, elle fut plus tard citée dans l'affaire Elf[6].
- Au no 7 bis, un hôtel particulier, élevé par Taix en 1881, est plaqué de mascarons grimaçants.
- Au no 10 : le cycliste Georges Cassignard y a vécu.